# W12 (kolej)
W12 „Wskaźnik parowozowy” – wskaźnik kolejowy oznaczający konieczność zakropienia popielnika i zamknięcia jego klap.
Wskaźnik ten ustawia się w odległości 200 m przed mostami, wiaduktami i podobnymi budowlami. Przy przejeżdżaniu obok tego wskaźnika należy zakropić popielnik parowozu i zamknąć jego klapy. Na stacji wskaźnik W12 ustawia się po prawej stronie toru, do którego się odnosi, patrząc w kierunku jazdy. Na szlaku zasady ustawiania wskaźnika są takie same jak wskaźnika W8.
Obecnie wskaźnik ten jest rzadko spotykany.